# Marele Premiu al Australiei din 2018
Marele Premiu al Australiei din 2018 (cunoscut oficial ca Formula 1 2018 Rolex Australian Grand Prix)  a fost o cursă auto de Formula 1 ce s-a desfășurat pe 25 martie 2018 pe Circuitul Albert Park din Melbourne, Australia. Cursa a fost prima etapă a Campionatului Mondial de Formula 1 al FIA din 2018 fiind pentru a 82-a oară când s-a desfășurat Marele Premiu al Australiei, a 23-a oară când s-a desfășurat pe acest circuit.
Cursa a fost câștigată de Sebastian Vettel de la Ferrari, urmat de Lewis Hamilton de la Mercedes și de Kimi Räikkönen de la Ferrari. Pentru Vettel a fost cea de a 48-a sa victorie în Formula 1.

## Calificări
Calificările au avut loc pe 24 martie 2018, începând cu ora locală 17:00 AEDT (UTC+11), ora 08:00 EET.
| Poz.                  | Nr. | Pilot             | Constructor               | Timpi calificări | Timpi calificări | Timpi calificări | Grila finală |
| Poz.                  | Nr. | Pilot             | Constructor               | Q1               | Q2               | Q3               | Grila finală |
| --------------------- | --- | ----------------- | ------------------------- | ---------------- | ---------------- | ---------------- | ------------ |
| 1                     | 44  | Lewis Hamilton    | Mercedes                  | 1:22,824         | 1:22,051         | 1:21,164         | 1            |
| 2                     | 7   | Kimi Räikkönen    | Ferrari                   | 1:23,096         | 1:22,507         | 1:21,828         | 2            |
| 3                     | 5   | Sebastian Vettel  | Ferrari                   | 1:23,348         | 1:21,944         | 1:21,838         | 3            |
| 4                     | 33  | Max Verstappen    | Red Bull Racing-TAG Heuer | 1:23,483         | 1:22,416         | 1:21,879         | 4            |
| 5                     | 3   | Daniel Ricciardo  | Red Bull Racing-TAG Heuer | 1:23,494         | 1:22,897         | 1:22,.152        | 8            |
| 6                     | 20  | Kevin Magnussen   | Haas-Ferrari              | 1:23,909         | 1:23,300         | 1:23,187         | 5            |
| 7                     | 8   | Romain Grosjean   | Haas-Ferrari              | 1:23,671         | 1:23,468         | 1:23,339         | 6            |
| 8                     | 27  | Nico Hülkenberg   | Renault                   | 1:23,782         | 1:23,544         | 1:23,532         | 7            |
| 9                     | 55  | Carlos Sainz Jr.  | Renault                   | 1:23,529         | 1:23,061         | 1:23,577         | 9            |
| 10                    | 77  | Valtteri Bottas   | Mercedes                  | 1:23,686         | 1:22,089         | Fără timp        | 15           |
| 11                    | 14  | Fernando Alonso   | McLaren-Renault           | 1:23,597         | 1:23,692         |                  | 10           |
| 12                    | 2   | Stoffel Vandoorne | McLaren-Renault           | 1:24,073         | 1:23,853         |                  | 11           |
| 13                    | 11  | Sergio Pérez      | Force India-Mercedes      | 1:24,344         | 1:24,005         |                  | 12           |
| 14                    | 18  | Lance Stroll      | Williams-Mercedes         | 1:24,464         | 1:24,230         |                  | 13           |
| 15                    | 31  | Esteban Ocon      | Force India-Mercedes      | 1:24,503         | 1:24,786         |                  | 14           |
| 16                    | 28  | Brendon Hartley   | Scuderia Toro Rosso-Honda | 1:24,532         |                  |                  | 16           |
| 17                    | 9   | Marcus Ericsson   | Sauber-Ferrari            | 1:24,556         |                  |                  | 17           |
| 18                    | 16  | Charles Leclerc   | Sauber-Ferrari            | 1:24,636         |                  |                  | 18           |
| 19                    | 35  | Serghéi Sirótkin  | Williams-Mercedes         | 1:24,922         |                  |                  | 19           |
| 20                    | 10  | Pierre Gasly      | Scuderia Toro Rosso-Honda | 1:25,295         |                  |                  | 20           |
| Regula 107%: 1:28,621 |     |                   |                           |                  |                  |                  |              |
| Sursa:                |     |                   |                           |                  |                  |                  |              |

Note
- ^1 – Daniel Ricciardo a primit o penalizare de trei locuri pe grila de start pentru că nu a încetinit îndeajuns în perioada folosirii steagului roșu în timpul antrenamentelor.[5]
- ^2 – Valtteri Bottas a primit o penalizare de cinci locuri pe grila de start pentru schimbarea cutiei de viteze.

## Cursa
Cursa a avut loc pe 25 martie 2018, începând cu ora locală 16:00  AEDT (UTC+11), ora 08:00 EEST, și a durat 58 de tururi.
| Poz.   | Nr. | Pilot             | Constructor               | Tururi | Timp/Retras | Grilă | Puncte |
| ------ | --- | ----------------- | ------------------------- | ------ | ----------- | ----- | ------ |
| 1      | 5   | Sebastian Vettel  | Ferrari                   | 58     | 1:29:33,283 | 3     | 25     |
| 2      | 44  | Lewis Hamilton    | Mercedes                  | 58     | +5,036      | 1     | 18     |
| 3      | 7   | Kimi Räikkönen    | Ferrari                   | 58     | +6,309      | 2     | 15     |
| 4      | 3   | Daniel Ricciardo  | Red Bull Racing-TAG Heuer | 58     | +7,069      | 8     | 12     |
| 5      | 14  | Fernando Alonso   | McLaren-Renault           | 58     | +27,886     | 10    | 10     |
| 6      | 33  | Max Verstappen    | Red Bull Racing-TAG Heuer | 58     | +28,945     | 4     | 8      |
| 7      | 27  | Nico Hülkenberg   | Renault                   | 58     | +32,671     | 7     | 6      |
| 8      | 77  | Valtteri Bottas   | Mercedes                  | 58     | +34,339     | 15    | 4      |
| 9      | 2   | Stoffel Vandoorne | McLaren-Renault           | 58     | +34,921     | 11    | 2      |
| 10     | 55  | Carlos Sainz Jr.  | Renault                   | 58     | +45,722     | 9     | 1      |
| 11     | 11  | Sergio Pérez      | Force India-Mercedes      | 58     | +46,817     | 12    |        |
| 12     | 31  | Esteban Ocon      | Force India-Mercedes      | 58     | +1:00,278   | 14    |        |
| 13     | 16  | Charles Leclerc   | Sauber-Ferrari            | 58     | +1:15,759   | 18    |        |
| 14     | 18  | Lance Stroll      | Williams-Mercedes         | 58     | +1:18,288   | 13    |        |
| 15     | 28  | Brendon Hartley   | Scuderia Toro Rosso-Honda | 57     | +1 tur      | 16    |        |
| Ab     | 8   | Romain Grosjean   | Haas-Ferrari              | 24     | Roată       | 6     |        |
| Ab     | 20  | Kevin Magnussen   | Haas-Ferrari              | 22     | Roată       | 5     |        |
| Ab     | 10  | Pierre Gasly      | Scuderia Toro Rosso-Honda | 13     | Roată       | 20    |        |
| Ab     | 9   | Marcus Ericsson   | Sauber-Ferrari            | 5      | Hidraulică  | 17    |        |
| Ab     | 35  | Serghéi Sirótkin  | Williams-Mercedes         | 4      | Frâne       | 19    |        |
| Sursa: |     |                   |                           |        |             |       |        |

## Clasamentele campionatelor după cursă
| Poz. | Pilot            | Puncte |
| ---- | ---------------- | ------ |
| 1    | Sebastian Vettel | 25     |
| 2    | Lewis Hamilton   | 18     |
| 3    | Kimi Räikkönen   | 15     |
| 4    | Daniel Ricciardo | 12     |
| 5    | Fernando Alonso  | 10     |

| Poz. | Constructor               | Puncte |
| ---- | ------------------------- | ------ |
| 1    | Ferrari                   | 40     |
| 2    | Mercedes                  | 22     |
| 3    | Red Bull Racing-TAG Heuer | 20     |
| 4    | McLaren-Renault           | 12     |
| 5    | Renault                   | 7      |

- Notă: Doar primele cinci locuri sunt prezentate în ambele clasamente.